# 聯邦內政部 (奧地利)
聯邦內政部（德語：Bundesministerium für Inneres）為奧地利聯邦政府的內政部，於1848年成立，總部位於維也納內城區摩德納宮。

## 外部連結
- 聯邦內政部 （页面存档备份，存于）